# Laizé
Laizé és un municipi francès, situat al departament de Saona i Loira i a la regió de Borgonya - Franc Comtat. L'any 2007 tenia 981 habitants.

## Demografia

### Població
El 2007 la població de fet de Laizé era de 981 persones. Hi havia 363 famílies, de les quals 62 eren unipersonals (27 homes vivint sols i 35 dones vivint soles), 123 parelles sense fills, 170 parelles amb fills i 8 famílies monoparentals amb fills.
La població ha evolucionat segons el següent gràfic:
Habitants censats

### Habitatges
El 2007 hi havia 395 habitatges, 366 eren l'habitatge principal de la família, 13 eren segones residències i 16 estaven desocupats. 384 eren cases i 11 eren apartaments. Dels 366 habitatges principals, 329 estaven ocupats pels seus propietaris, 33 estaven llogats i ocupats pels llogaters i 4 estaven cedits a títol gratuït; 12 tenien dues cambres, 21 en tenien tres, 116 en tenien quatre i 217 en tenien cinc o més. 294 habitatges disposaven pel capbaix d'una plaça de pàrquing. A 119 habitatges hi havia un automòbil i a 232 n'hi havia dos o més.

### Piràmide de població
La piràmide de població per edats i sexe el 2009 era:
| Homes | Edats   | Dones |
| ----- | ------- | ----- |
| 0     | 95 o +  | 0     |
| 4     | 90 a 94 | 0     |
| 0     | 85 a 89 | 4     |
| 8     | 80 a 84 | 4     |
| 12    | 75 a 79 | 12    |
| 8     | 70 a 74 | 20    |
| 12    | 65 a 69 | 8     |
| 12    | 60 a 64 | 12    |
| 24    | 55 a 59 | 20    |
| 40    | 50 a 54 | 44    |
| 36    | 45 a 49 | 36    |
| 28    | 40 a 44 | 28    |
| 28    | 35 a 39 | 16    |
| 24    | 30 a 34 | 24    |
| 4     | 25 a 29 | 16    |
| 24    | 20 a 24 | 0     |
| 28    | 15 a 19 | 28    |
| 20    | 10 a 14 | 20    |
| 36    | 5 a 9   | 16    |
| 16    | 0 a 4   | 32    |

## Economia
El 2007 la població en edat de treballar era de 644 persones, 499 eren actives i 145 eren inactives. De les 499 persones actives 487 estaven ocupades (245 homes i 242 dones) i 12 estaven aturades (5 homes i 7 dones). De les 145 persones inactives 70 estaven jubilades, 47 estaven estudiant i 28 estaven classificades com a «altres inactius».

### Ingressos
El 2009 a Laizé hi havia 388 unitats fiscals que integraven 1.072 persones, la mediana anual d'ingressos fiscals per persona era de 20.391 €.

### Activitats econòmiques
Dels 40 establiments que hi havia el 2007, 3 eren d'empreses de fabricació d'altres productes industrials, 14 d'empreses de construcció, 5 d'empreses de comerç i reparació d'automòbils, 3 d'empreses de transport, 2 d'empreses d'hostatgeria i restauració, 3 d'empreses financeres, 2 d'empreses immobiliàries, 4 d'empreses de serveis, 1 d'una entitat de l'administració pública i 3 d'empreses classificades com a «altres activitats de serveis».
Dels 15 establiments de servei als particulars que hi havia el 2009, 1 era un taller de reparació d'automòbils i de material agrícola, 4 paletes, 4 fusteries, 2 lampisteries, 1 electricista, 2 perruqueries i 1 restaurant.
L'any 2000 a Laizé hi havia 29 explotacions agrícoles que ocupaven un total de 480 hectàrees.

## Equipaments sanitaris i escolars
El 2009 hi havia una escola elemental.

## Poblacions més properes
El següent diagrama mostra les poblacions més properes.